# Mistrzostwa Polski w Łyżwiarstwie Szybkim na Dystansach 1999
13. Mistrzostwa Polski w Łyżwiarstwie Szybkim na Dystansach 1999 odbyły się w dniach 20-21 listopada 1998
na torze Pilica w Tomaszowie Mazowieckim oraz w dniach 19-20 grudnia 1998 roku na torze Błonie w Sanoku.
Na dystansie 500 metrów rozgrywane są dwa biegi i suma czasów z obu biegów decyduje o kolejności zawodników.

## Kobiety
| Konkurencja: | 1. miejsce                          | Rezultat | 2. miejsce                              | Rezultat | 3. miejsce                              | Rezultat |
| 500 m        | Katarzyna Wójcicka SKŁ Górnik Sanok | 88.08    | Urszula Kurbat SNPTT–SMS Zakopane       | 88,99    | Joanna Gąsienica SNPTT–SMS Zakopane     | 90,23    |
| 1000 m       | Katarzyna Wójcicka SKŁ Górnik Sanok | 1:28,81  | Joanna Gąsienica SNPTT–SMS Zakopane     | 1:28,99  | Alicja Trzebunia SNPTT–SMS Zakopane     | 1:32,15  |
| 1500 m       | Katarzyna Wójcicka SKŁ Górnik Sanok | 2:12,86  | Joanna Gąsienica SNPTT–SMS Zakopane     | 2:14,83  | Monika Cłapa Pilica Tomaszów Mazowiecki | 2:19,41  |
| 3000 m       | Katarzyna Wójcicka SKŁ Górnik Sanok | 4:50,78  | Joanna Gąsienica SNPTT–SMS Zakopane     | 4:51,70  | Alicja Trzebunia SNPTT–SMS Zakopane     | 4:53,85  |
| 5000 m       | Katarzyna Wójcicka SKŁ Górnik Sanok | 8:18,66  | Monika Cłapa Pilica Tomaszów Mazowiecki | 8:21,44  | Małgorzata Mika SNPTT–SMS Zakopane      | 8:22,28  |

## Mężczyźni
| Konkurencja: | 1. miejsce                                    | Rezultat | 2. miejsce                             | Rezultat | 3. miejsce                         | Rezultat |
| 500 m'       | Paweł Abratkiewicz Pilica Tomaszów Mazowiecki | 75,11    | Tomasz Świst Podhale Nowy Targ         | 76,05    | Marcin Gralla Orzeł Elbląg         | 78,76    |
| 1000 m       | Paweł Abratkiewicz Pilica Tomaszów Mazowiecki | 1:16,75  | Tomasz Świst Podhale Nowy Targ         | 1:18,25  | Marcin Gralla Orzeł Elbląg         | 1:19,14  |
| 1500 m       | Paweł Zygmunt Węgierska Korona Krynica        | 1:59,95  | Sebastian Kardela MKS Cuprum Lubin     | 2:01,51  | Witold Mazur Zryw Sanok            | 2:01,91  |
| 5000 m       | Jaromir Radke Pilica Tomaszów Mazowiecki      | 7:06,46  | Paweł Zygmunt Węgierska Korona Krynica | 7:06,94  | Sebastian Kardela MKS Cuprum Lubin | 7:32,05  |
| 10 000 m     | Jaromir Radke Pilica Tomaszów Mazowiecki      | 14:56,09 | Paweł Zygmunt Węgierska Korona Krynica | 15:21,77 | Witold Mazur Zryw Sanok            | 15:41,98 |